# Eupithecia balteata
Eupithecia balteata là một loài bướm đêm trong họ Geometridae.